# Hospital Universitário de Sergipe
O Hospital Universitário de Aracaju (HU-UFS), é um hospital  público e universitário,  vinculado administrativamente ao Ministério da Educação (MEC) e academicamente à Universidade Federal de Sergipe  junto com Empresa Brasileira de Serviços Hospitalares.Oferece atendimento  de excelência e alta complexidade  em amplo rol de especialidades. As atividades de ensino de graduação e pós-graduação, lado a lado com a UFS, formam profissionais  comprometidos com as melhores práticas e a humanização da assistência. A pesquisa produzida no HU-UFS, por sua vez, introduz novos conhecimentos, técnicas e tecnologias que beneficiam  toda a sociedade.

## Ensino e pesquisa
Além de conter setores reconhecidos de atenção em saúde , o Hospital Universitário conta com setor de ensino e pesquisa .  O hospital tem programas de pós-graduação stricto sensu na área da saúde com cursos de mestrado e doutorado.
Membros notáveis
- Eduardo Amorim Médico e Senador
- Edvaldo Nogueira Médico e Prefeito de Aracaju
- Rogério Carvalho Médico, Professor da UFS